# Georg III. von Ortenburg
Georg III. von Ortenburg (* 1473; † 7. Mai 1553 in Freising) war der dritte Sohn des Grafen Sebastian I. von Ortenburg und Maria von Neuburg. Er entstammte dem wohlhabenden und einflussreichen niederbayerischen Adelshaus Ortenburg. Seine hohe Abstammung ermöglichte es ihm, zahlreiche Kirchenämter zu bekleiden. Gemeinsam mit seinen Brüdern, seinem Cousin und seinen Neffen hatte Georg großen Anteil am Wiederaufstieg seines Geschlechtes in Bayern.

## Leben und Wirken
Georg III. wurde als drittes von 13 Kindern des Reichsgrafen Sebastian I. von Ortenburg und Maria von Neuburg geboren. Die zahlreichen Kinder ermöglichten es dem Hause Ortenburg einen unvergleichbaren raschen Wiederaufstieg im bayerischen Adel zu erlangen. Seine Brüder Ulrich II. und Christoph erlangten umfangreiche Besitzungen, Christoph erlangte wie auch ihr Neffe Moritz hohe politische Ämter im Herzoghaus Bayern-Münchens bzw. im späteren vereinten Herzogtum Bayern. Ihr Cousin Wolfgang erlangte hohen Einfluss im Herzogtum Bayern-Straubing. Gemeinsam mit Georgs finanzieller Unterstützung und politischem Einfluss ermöglichte es dem Adelshaus Ortenburg einen enormen Gewinn an Macht, Einfluss und Reichtum. Und trug zur erneuten Blüte des Geschlechtes bei.
Bereits mit 13 Jahren trat er als Domherr von Freising auf. Darin verpflichtete er sich am 27. Februar 1486 für einen Revers zum Erhalt der Pfründe.
Am 8. April 1491 immatrikulierte sich Georg an der Universität Ingolstadt. 1502 immatrikulierte er sich an eine der ältesten Universitäten Europas, Bologna.
Nach 1502 tritt er als Propst zu Madern bei Flintsbach am Inn auf. Am 9. Dezember 1505 tritt er als Priester von St. Laurentius in Steinkirchen auf. Damit kehrte er in seine Heimat zurück. St. Laurentius war die Pfarrkirche der Reichsgrafschaft Ortenburg und zahlreicher Filialkirchen. Historiker vermuteten lange Zeit, dass durch Georg III. der Ort Steinkirchen samt Kirche unter die Hoheit der Grafen von Ortenburg gelangte. Jedoch belegen Urkunden aus dem Jahre 1404, dass dies bereits Jahrhunderte zuvor der Fall gewesen ist.
Im Jahre 1506 wurde Georg vom römisch-deutschen König und späteren Kaiser Maximilian I. eingeladen an den Beratungen des Reichstages zu Konstanz teilzunehmen. Am 29. Juli 1510 trat Georg III. als Domherr von Augsburg auf. Bereits ein Jahr später wurde er Dompropst zu Freising. Zugunsten seines Neffen Alexander verzichtete Georg am 2. Juni 1518 auf die Pfründe zu Augsburg. Um das Jahr 1536 wurde Georg III. zudem Domherr zu Salzburg. Am 31. August 1548 verzichtet er auf diese Domherren-Pfründe wiederum zugunsten seines Großneffen Ulrich III.
Der römisch-deutsche Kaiser Karl V. ernannte Georg III. gemeinsam mit seinem Bruder Sebastian II. am 28. April 1551 zum kaiserlichen Rat.
Anfang des Jahres 1553 verzichtet er schließlich auf die Pfründe als Pfarrer zu Steinkirchen. Kurz darauf, am 7. Mai, verstarb Georg III. in hohem Alter von 80 Jahren in Freising. Er wurde nicht im ortenburgischen Erbbegräbnis in der Sixtuskapelle am Passauer Dom beigesetzt, sondern wurde in der St. Georgs-Kapelle im Freisinger Domstift begraben. Auf seinen Wunsch wurde über seinem Grab an der Wand ein Gedenkstein gesetzt.

## Nachkommen
Georg III. war nicht verheiratet und verstarb kinderlos.